# Isaac Tutumlu
Isaac Tutumlu Lopez, född 5 juli 1985 i Barcelona, är en spansk racerförare med kurdisk bakgrund. Tutumlu har främst tävlat som inhoppare i en rad olika mästerskap och biltyper, och har växlat mellan spansk och kurdisk flagg. Han är son till den turkiske spelaragenten Bayram Tutumlu.

## Racingkarriär
Tutumlu körde en gokart första gången när han var två år gammal. Han började sedan tävla inom karting och gjorde så fram tills han var tjugo år. År 2007 körde han fyra race i MitJet Series Spain, av vilka han vann ett, och slutade på trettionde plats i mästerskapet.
År 2008 vann Tutumlu Catalunya Touring Car Championship och den efterföljande säsongen testade han på fem race i Porsche Supercup, två i International GT Open, två i Spanish GT Championship och ett i Porsche Carrera Cup Germany. I Spanish GT Championship tog han sin bästa placering; en fjärdeplats i Super GT-klassen på Circuit de la Comunitat Valenciana Ricardo Tormo.
Efter en säsong med tävlande i lägre klasser, kom Tutumlu att köra tre tävlingshelger i Superstars Series 2011. Han körde även fem race i Porsche Supercup, två i European Production Series (där han blev tvåa i ett race på Autodromo Nazionale Monza i D3-klassen) och två i Spanish Prototype Open Championship (där han blev trea i båda racen i Proto 1-klassen).
Säsongen 2012 fick Tutumlu ett kontrakt med Proteam Racing i World Touring Car Championship, efter att Javier Villa, som egentligen skulle ha platsen, fick sponsorproblem. Han lämnade dock teamet efter bara tre tävlingshelger, med förklaringen att han haft för många tekniska problem med sin BMW 320 TC. Hans bästa placering blev en elfteplats i Race of Spains andra race.
| År                                               | Klass/Mästerskap                                          | Team                      | Bil                     | Starter        | Totalt/poäng   | Bästa placering               |
| ------------------------------------------------ | --------------------------------------------------------- | ------------------------- | ----------------------- | -------------- | -------------- | ----------------------------- |
| 2007                                             | MitJet Series Spain                                       | ?                         | ?                       | 4/?            | 30:e/130p      | 1:a på ?                      |
| 2008                                             | Catalunya Touring Car Championship                        | ?                         | ?                       | ?/?            | 1:a/?p         | ?                             |
| 2009                                             | Porsche Mobil 1 Supercup                                  | SANITEC Racing            | Porsche 911 GT3 Cup 997 | 5/13           | gästförare     | Tre trettondeplatser          |
| 2009                                             | International GT Open – Super GT                          | SUNRED Engineering        | SUNRED SR21             | 2/16           | -/0p           | 10:a på Catalunya (Race 1)    |
| 2009                                             | Spanish GT Championship – Super GT                        | Aurora Racing             | Ferrari 430 GT2         | 2/11           | 8:a/4p         | 4:a på Ricardo Tormo (Race 1) |
| 2009                                             | Porsche Carrera Cup Germany                               | MRS Team PZ Aschaffenburg | Porsche 911 GT3 Cup     | 1/9            | -/0p           | Bröt                          |
| 2011                                             | Superstars Series – International Superstars Series       | Campos Racing             | BMW M3 E92              | 6/16           | -/0p           | 11:a på Algarve (Race 1)      |
| 2011                                             | Superstars Series – Campionato Italiano Superstars        | Campos Racing             | BMW M3 E92              | 2/12           | -/0p           | Bröt båda                     |
| 2011                                             | Porsche Mobil 1 Supercup                                  | MRS Team PZ Aschaffenburg | Porsche 911 GT3 Cup 997 | 5/11           | gästförare     | 12:a på Hungaroring           |
| 2011                                             | European Production Series – D3                           | ?                         | SEAT Ibiza SC Trophy    | 2/?            | ?              | 2:a på Monza (Race 1)         |
| 2011                                             | Spanish Prototype Open Championship – Proto 1             | Radical Espana            | Radical SR3 1,5         | 2/12           | 12:a/40p       | Två tredjeplatser             |
| 2012                                             | World Touring Car Championship                            | Proteam Racing            | BMW 320 TC              | säsongen pågår | säsongen pågår | säsongen pågår                |
| 2012                                             | World Touring Car Championship – Yokohama Drivers' Trophy | Proteam Racing            | BMW 320 TC              | säsongen pågår | säsongen pågår | säsongen pågår                |
| Senast uppdaterad: 2012-04-11 (4645 dagar sedan) |                                                           |                           |                         |                |                |                               |